# Mariano Sánchez Martínez
Mariano Sánchez Martínez, né le 1er février 1959 à Ibi, est un coureur cycliste espagnol, professionnel de 1982 à 1992.

## Biographie

### Carrière
Au cours de sa carrière, Mariano Sánchez remporte à plusieurs reprises des classements annexes comme celui de la montagne. Sur le Tour de Cantabrie et sur le Tour de Murcie en 1990, sur le Tour de Burgos en 1986, et sur le Critérium du Dauphiné libéré 1988.
Lors du Tour d'Espagne 1988, il termine 18e du classement général, sa meilleur performance, dans un contexte trouble d'affaires de dopage.

## Palmarès sur route

### Par année
- 1981
  - 1 étape du Cinturón a Mallorca
- 1985
  - 7e étape du Tour de Colombie
  - 2e étape de la Vuelta a los Tres Cantos
- 1986
  - Clásica de Sabiñánigo
  - 2e du Tour de La Rioja
  - 3e de Barcelone-Andorre
- 1987
  - 3e du Tour de Murcie
- 1988
  - Tour de Cantabrie
    - Classement général
    - 3e étape

  - 5e du Critérium du Dauphiné libéré
- 1989
  - Trophée de la communauté de Navarre
  - Vuelta a los Tres Cantos
  - 9e du Critérium du Dauphiné libéré

### Résultats sur les grands tours

#### Tour d'Espagne
8 participations : 
- 1983 : 27e
- 1985 : 41e
- 1986 : 45e
- 1987 : 46e
- 1988 : 18e
- 1989 : 45e
- 1990 : 36e
- 1991 : Abandon

#### Tour de France
1 participation :
- 1988 : 57e